# ルートヴィヒ・シュヴェリン・フォン・クロージク
ヨハン・ルートヴィヒ・“ルッツ”・シュヴェリン・フォン・クロージク伯爵（ドイツ語: Johann Ludwig "Lutz" Graf Schwerin von Krosigk  発音、1887年8月22日 - 1977年3月4日）は、ドイツの貴族、大蔵官僚、政治家。事実上ドイツ国最後の首相を務めた。
ルートヴィヒ・フォン・クロージクは無党派の保守派で、1932年にフランツ・フォン・パーペンによって財務大臣に任命された。パウル・フォン・ヒンデンブルク大統領の要請で、クルト・フォン・シュライヒャー、アドルフ・ヒトラーの内閣においても財務相を務めた。ヒトラー内閣の財務相時代にはユダヤ人を社会から排除する法律に携わった。1945年5月、ヒトラーとその後継首相となったヨーゼフ・ゲッベルスが自殺した後成立したカール・デーニッツのフレンスブルク政府で「首相代行」を務めた。その他にも、臨時政府で外務大臣と財務大臣という実質的に名目上の役職も務めた。
1949年のニュルンベルク継続裁判の大臣裁判にかけられ、戦犯容疑で、禁固10年の判決を受けたが、1951年に減刑され釈放された。

## 経歴

### 生い立ち
ドイツ帝国領邦プロイセン王国ザクセン県のラートマンスドルフ（現ザクセン＝アンハルト州シュタースフルトに生まれる。父エーリッヒ・アドルフ・ヴィルヘルムの家系はアンハルトの旧貴族クロージク家だが無位無冠の家柄であり、母ルイーゼ・ロザリー・フリーデリケ・ユリエ・エマ・ルドミラの家系はメクレンブルクとポンメルンの貴族シュヴェリン家であった。
1893年からロスレーベンの修道院学校に通う。アビトゥーア合格後の1905年からハレ大学、ローザンヌ大学、オックスフォード大学で法学と政治学を学ぶ。1909年から第一次公務員試験に合格し、ナウムブルクでプロイセン王国公務員の修習生として務めた。1910年からはシュテッティンの地方公務員となった。1914年には最終試験にも合格した。
第一次世界大戦においては第2ポンメルン槍騎兵連隊に予備役将校として入隊した。戦傷を負い、一級鉄十字章を受章した。戦争終結までに中尉に昇進した。
1918年にプレッテンベルク家の男爵令嬢エーレンガルトと結婚した。夫妻は四人の息子と五人の娘に恵まれた。

### 第一大戦後、財務省勤務
1920年に上シレジアのヒンデンブルク市（現ポーランド領ザブジェ）役所に試補として勤務。
同年、ベルリンの財務省に高級官僚として招かれ、同省の参事官の文官階級を得た。1922年に文官階級が上級参事官に昇進。1924年に文官階級が課長に昇進した。
1925年、母方の伯父アルフレートの養子となりシュヴェリン伯爵（グラーフ・シュヴェリン）の称号を継承、姓をグラーフ・シュヴェリン・フォン・クロージクと改める。
1929年に文官階級が局長に昇進し、財務省予算部の部長を任せられる。さらに1931年には賠償部の部長を兼務した。しかし財務大臣になるまで彼は政治的にはあまり活動してこなかったが、第一次世界大戦後にドイツが連合国に支払うべき賠償金を処理するために設置された賠償金支払い部門に加わった。

### 財務相に就任
パウル・フォン・ヒンデンブルク大統領の大統領内閣として1932年6月1日に成立したパーペン内閣に財務大臣として入閣した。ヒンデンブルク大統領の個人的要請を受けての入閣だった。以降、第二次世界大戦でのドイツの敗戦までドイツの財務大臣の地位を保持し続けることになる。
1932年6月16日からドイツの賠償問題に関するローザンヌ会議がイギリス首相ラムゼイ・マクドナルドを議長として行われ、クロージクは、首相フランツ・フォン・パーペン、外相コンスタンティン・フォン・ノイラート男爵、経済相ヘルマン・ヴァルムボルトらとともに同会議に出席した。その結果、7月9日に締結されたローザンヌ協定によってドイツは賠償金額をだいぶ減らされたが、なお30億マルクの支払いを要求された。
首相パーペンと内閣の最大の実力者クルト・フォン・シュライヒャー国防相が対立を深めると1932年12月2日の閣議でクロージクは外相ノイラートとともにシュライヒャー断固支持を表明し、パーペンの失脚に一役買った。12月3日に成立したシュライヒャー内閣にも財務大臣として留任した。シュライヒャー内閣は1933年1月28日に倒閣したが、その後を受けて1月30日に成立したアドルフ・ヒトラー内閣でも留任することになる。クロジークはシュライヒャーとヒトラーのもとで、ドイツの保守派の代表としてその地位にあった。

### ヒトラー内閣の財務相

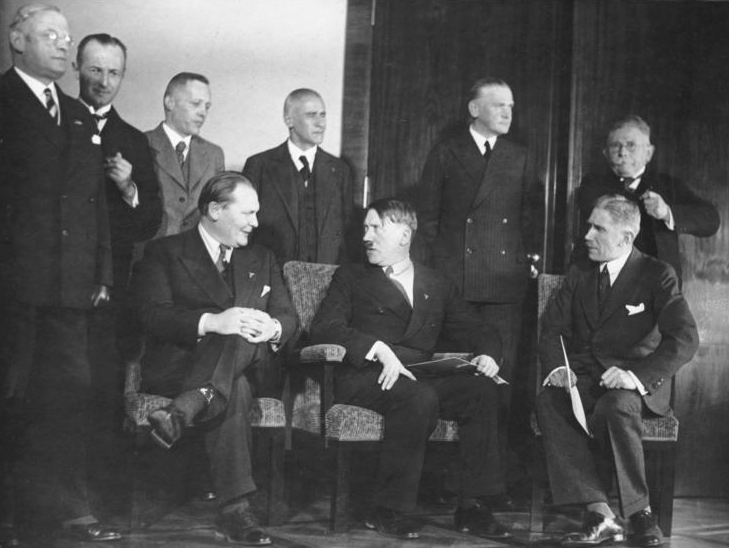
ヒトラー内閣組閣時のフォン・クロージク（後列左から3人目）（1933年1月30日）

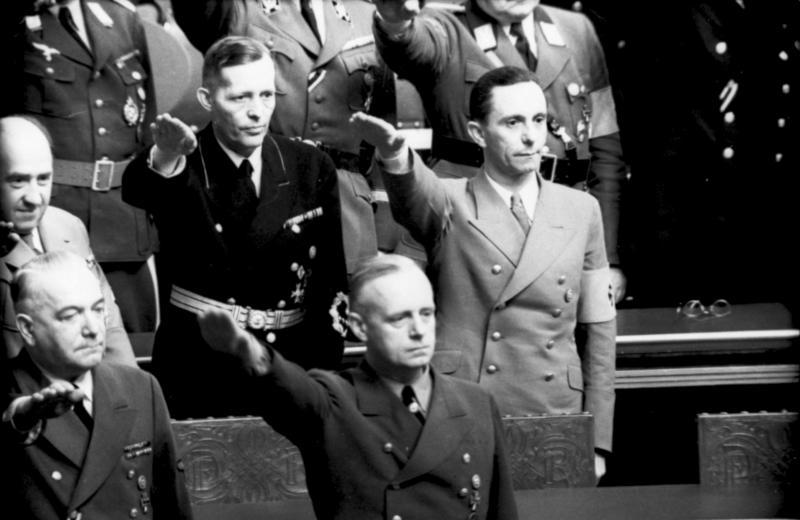
1941年5月4日の国会。二列目左端からフンク、クロージク、ゲッベルス。

ヒトラー内閣においてナチ党員閣僚は首相ヒトラー、内相ヴィルヘルム・フリック、無任所相ヘルマン・ゲーリングの三名のみであった。他はドイツ国家人民党を代表しての入閣者であるアルフレート・フーゲンベルクと鉄兜団を代表しての入閣者であるフランツ・ゼルテを除いて、全て大統領内閣時代からの閣僚たちであった。クロージクもそうである。保守閣僚がナチ党閣僚三人を取り囲んでいた。
クロージクはナチ党の台頭を歓迎し、その政策の多くに賛成し、貢献した。その中にはドイツのユダヤ人社会を標的にした政策も含まれていた。しかし宣誓の直前になって将来の財政路線についてヒトラーからいくつかの約束を取り付けている。
1933年4月、ヒトラーの介入によりアルトゥーア・ツァルデン次官（のち1944年にゲシュタポに逮捕され自殺）が更迭され、ナチス党の財政専門家であるフリッツ・ラインハルトが次官に就任。ラインハルトは税政などを独断で動かすようになり、実質的に財務省の支配権を握った。しかしフォン・クロージクは、ナチス・ドイツ時代を通じて財務相の地位に留まった。1937年1月30日にはヒトラーよりナチス党員名誉金章を授与され、同時にナチ党に入党している（党員番号3,805,231）。またドイツ国法学会の会員にもなっている。経済相ヒャルマル・シャハトとともにドイツ再軍備計画の監督にあたった。
クロージクは、経済相シャハトと異なり、ヒトラーの反ユダヤ主義政策に反対せず、ユダヤ人排除の法律に携わった。1933年4月7日に公布されたユダヤ人を公務員から排除する「職業官吏再建法」に首相ヒトラーと内相フリックとともに署名している。1938年11月19日には内相フリック、労働相ゼルテとともにユダヤ人を公的な福祉事業から排除する法律に署名した。1938年8月、クロージクはヒトラーに覚書を送り、ドイツ経済はまだ準備が整っていないため、スデーテン危機をめぐる開戦を強く反対し、「共産主義者、ユダヤ人、チェコ人」がドイツを時期尚早の紛争に誘い込もうとしていると主張した。彼は、ドイツはその代わりに「その時を待ち」、軍事と経済の強化が完了してから戦争を開始すべきだと主張した。
1938年の閣議を最後に彼は事務のみをもっぱらとし、以後は政治の場に姿を現すことはほとんどなかった。1939年以降、クロージクはユダヤ人を迫害し、彼らの所有品を盗むだけでなく、違法な資金洗浄も行っている。
1945年2月、クロージクはアルベルト・シュペーア軍需相に宛てた書簡の中で、ドイツに残存する工業能力を維持することの重要性を強調した。書簡の内容は、米英連合国によるドイツ本国への空爆作戦は、戦後ソ連による占領を阻止することが目的であり、工業能力を保持することが、ドイツが戦後に西側連合国との友好関係を再構築することに繋がるという、彼の誤った信念に基づくものであった。だがこの書簡が、ヒトラーが命じた焦土作戦にシュペーアが反対し実施を阻止した行動に何らかの影響を与えたかどうかは不明である 。

### 第三帝国最後の首相（代行）
第二次世界大戦末期の1945年4月21日にソ連軍が迫るベルリンを脱出。その後ヒトラーはベルリンの地下壕内で遺言書を書記したため、海軍総司令官カール・デーニッツ元帥を大統領に、宣伝相ヨーゼフ・ゲッベルスを首相に、そしてフォン・クロージクを財務相に指名して4月30日に自殺した。
しかし、デーニッツはヒトラーの遺言を無視して自ら首脳陣を選出し、軍需相アルベルト・シュペーアの強い推薦で、フォン・クロージクを臨時政府の首相代行（筆頭閣僚）兼外相に指名した。ちなみに、ヒトラーの遺言で外相に指定されていたのは、アルトゥル・ザイス＝インクヴァルトである。
急速に進撃する連合軍によって、ドイツ新政府の管轄はデンマーク国境に近いフレンスブルク周辺に限定され、降伏直前の混乱の中でのことであり、実質的な職務も権限もほとんどなかったが、デーニッツに「条約による降伏」を薦めるなどを行っている。1945年5月7日、デーニッツはランスでアイゼンハワー将軍の面前で行われた連合国へのドイツ降伏文書への署名を承認。なお彼は5月2日にドイツ国民に対するラジオ演説で、ゲッベルスの原稿から引用する形で「鉄のカーテン」について言及したが、これはこの言葉が広まるきっかけとなったウィンストン・チャーチルのフルトン演説（1946年3月）よりも早い使用例である。

### 第二次大戦後
ドイツ降伏後の1945年5月23日、フォン・クロージクは連合国軍に逮捕された。ニュルンベルク継続裁判の大臣裁判においては財務省の責任者として第二次世界大戦にユダヤ人から奪った財産を洗浄し、強制収容所に資金を提供した罪で有罪となり、戦犯とされ、1949年4月14日に懲役10年の判決が下された。ランツブルク刑務所に投獄された。

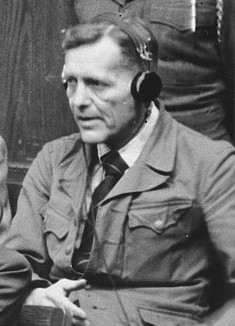
ニュルンベルクで裁判にかけられるフォン・クロジーク伯爵

しかし米ソ冷戦の中でアメリカはドイツ戦犯の大量恩赦を行うようになり、クロージクも1951年1月31日に恩赦を受けて出所した。戦後は西ドイツのエッセンで暮らし、財政に関する著書や回顧録を出版した。1977年3月4日、同地で89歳で死去。孫のベアトリクス・フォン・シュトルヒはドイツのための選択肢の政治家で連邦議会議員・元欧州議会議員。